# Rybojedzko (województwo lubuskie)
Rybojedzko – osada w Polsce położona w województwie lubuskim, w powiecie słubickim, w gminie Cybinka.
W latach 1975–1998 miejscowość administracyjnie należała do województwa zielonogórskiego.
Miejscowość położona jest przy drodze lokalnej Bieganów – Rybojedzko – Tawęcin, nad rzeką Odra. 

## Zabytki
- zabudowania folwarczne z XIX w.